# François Bellugou
François Bellugou, né le 25 avril 1987 à Prades en France, est un footballeur puis entraîneur français qui a évolué au poste de milieu défensif.

## Biographie

### Débuts
Formé à Montpellier, il part ensuite à Sète (National) où il retrouve T.Laurey qui fut l'un de ses formateurs. Il y est repéré par Guingamp (L2) où il signe professionnel en 2008.

### Parcours professionnel
En 2008-2009, il participe au parcours victorieux de son équipe en Coupe de France. En 2009-2010, il dispute les barrages de Ligue Europa avec son équipe face à Hambourg. En 2012-2013, il est le joueur le plus utilisé par J.Gourvennec avec 38 titularisations en L2. Guingamp termine deuxième de L2. Il part alors sur la montée en L1 après cinq ans au club. 
Parti à Nancy (L2), il est nommé capitaine par P.Correa. Il enchaîne une seconde saison à 38 titularisations en L2. Nancy termine quatrième de  L2. Après un an à Nancy, il est transféré à Lorient (L1) pour un million d'euros. 
En 2014-2015, il marque en L1 contre Bastia au stade du Moustoir puis contre l'OM au stade Vélodrome. En 2015-2016, il est 1/2 finaliste de la Coupe de France avec son équipe. Défaite face au PSG des hommes de S.Ripoll. En trois ans à Lorient, il dispute 79 matchs de L1. À la suite de la descente du club en L2, il part pour Troyes, promu en L1.
Sous les couleurs troyennes, il dispute 30 matchs en L1 mais Troyes termine dix-neuvième.
Après un an à Troyes, il s'engage en faveur de l'AJ Auxerre (L2) sur demande de P.Correa,,. En 2018-2019, il perd sa place à la suite du licenciement de P.Correa. En 2019-2020, il retrouve une place de titulaire avec l'arrivée de JM.Furlan. Nommé vice-capitaine, il dispute 26 matchs en L2 avant l'arrêt définitif du championnat au bout de 28 journées.

## Statistiques
| Saison                | Club                  | Championnat           | Championnat | Championnat | Championnat | Coupe nationale | Coupe nationale | Coupe nationale | Coupe de la Ligue | Coupe de la Ligue | Coupe de la Ligue | Compétition(s) continentale(s) | Compétition(s) continentale(s) | Compétition(s) continentale(s) | Compétition(s) continentale(s) | Total | Total | Total |
| Saison                | Club                  | Division              | M.          | B.          | P.d.        | M.              | B.              | P.d.            | M.                | B.                | P.d.              | Comp.                          | M.                             | B.                             | P.d.                           | M.    | B.    | P.d.  |
| 2006-2007             | Montpellier HSC       | Ligue 2               | 1           | 0           | 0           | -               | -               | -               | -                 | -                 | -                 | -                              | -                              | -                              | -                              | 1     | 0     | 0     |
| 2007-2008             | FC Sète               | National              | 35          | 0           | 0           | 1               | 0               | 0               | 1                 | 0                 | 0                 | -                              | -                              | -                              | -                              | 37    | 0     | 0     |
| 2008-2009             | EA Guingamp           | Ligue 2               | 22          | 0           | 0           | 4               | 0               | 0               | -                 | -                 | -                 | -                              | -                              | -                              | -                              | 26    | 0     | 0     |
| 2009-2010             | EA Guingamp           | Ligue 2               | 24          | 1           | 1           | 3               | 0               | 0               | 1                 | 0                 | 0                 | C3                             | 2                              | 0                              | 0                              | 30    | 1     | 1     |
| 2010-2011             | EA Guingamp           | National              | 14          | 0           | 0           | 2               | 0               | 0               | 1                 | 0                 | 0                 | -                              | -                              | -                              | -                              | 17    | 0     | 0     |
| 2011-2012             | EA Guingamp           | Ligue 2               | 31          | 0           | 0           | 2               | 0               | 0               | 2                 | 0                 | 0                 | -                              | -                              | -                              | -                              | 35    | 0     | 0     |
| 2012-2013             | EA Guingamp           | Ligue 2               | 38          | 0           | 0           | 3               | 0               | 0               | 1                 | 0                 | 0                 | -                              | -                              | -                              | -                              | 42    | 0     | 0     |
| Sous-total            | Sous-total            | Sous-total            | 129         | 1           | 1           | 14              | 0               | 0               | 5                 | 0                 | 0                 | -                              | 2                              | 0                              | 0                              | 150   | 1     | 1     |
| 2013-2014             | AS Nancy-Lorraine     | Ligue 2               | 38          | 1           | 0           | 1               | 0               | 0               | 2                 | 0                 | 0                 | -                              | -                              | -                              | -                              | 41    | 1     | 0     |
| 2014-2015             | AS Nancy-Lorraine     | Ligue 2               | 4           | 0           | 0           | -               | -               | -               | 1                 | 0                 | 0                 | -                              | -                              | -                              | -                              | 5     | 0     | 0     |
| Sous-total            | Sous-total            | Sous-total            | 42          | 1           | 0           | 1               | 0               | 0               | 3                 | 0                 | 0                 | -                              | 0                              | 0                              | 0                              | 46    | 1     | 0     |
| 2014-2015             | FC Lorient            | Ligue 1               | 20          | 2           | 0           | 1               | 0               | 0               | 1                 | 0                 | 0                 | -                              | -                              | -                              | -                              | 22    | 2     | 0     |
| 2015-2016             | FC Lorient            | Ligue 1               | 33          | 0           | 1           | 3               | 0               | 0               | 1                 | 0                 | 0                 | -                              | -                              | -                              | -                              | 37    | 0     | 1     |
| 2016-2017             | FC Lorient            | Ligue 1               | 26          | 0           | 0           | 2               | 0               | 0               | -                 | -                 | -                 | -                              | -                              | -                              | -                              | 28    | 0     | 0     |
| Sous-total            | Sous-total            | Sous-total            | 79          | 2           | 1           | 6               | 0               | 0               | 2                 | 0                 | 0                 | -                              | 0                              | 0                              | 0                              | 87    | 2     | 1     |
| 2017-2018             | ES Troyes AC          | Ligue 1               | 30          | 0           | 0           | 3               | 0               | 0               | 1                 | 1                 | 0                 | -                              | -                              | -                              | -                              | 34    | 1     | 0     |
| 2018-2019             | AJ Auxerre            | Ligue 2               | 20          | 0           | 0           | 1               | 0               | 0               | -                 | -                 | -                 | -                              | -                              | -                              | -                              | 21    | 0     | 0     |
| 2019-2020             | AJ Auxerre            | Ligue 2               | 26          | 0           | 1           | -               | -               | -               | 1                 | 0                 | 0                 | -                              | -                              | -                              | -                              | 27    | 0     | 1     |
| 2020-2021             | AJ Auxerre            | Ligue 2               | 12          | 0           | 0           | 2               | 1               | 0               | -                 | -                 | -                 | -                              | -                              | -                              | -                              | 14    | 1     | 0     |
| Sous-total            | Sous-total            | Sous-total            | 58          | 0           | 1           | 3               | 1               | 0               | 1                 | 0                 | 0                 | -                              | 0                              | 0                              | 0                              | 62    | 1     | 1     |
| Total sur la carrière | Total sur la carrière | Total sur la carrière | 374         | 4           | 3           | 28              | 1               | 0               | 13                | 1                 | 0                 | -                              | 2                              | 0                              | 0                              | 417   | 6     | 3     |

## Palmarès
- Vainqueur de la Coupe de France en 2009 (Guingamp)
- Vice-champion de France de Ligue 2 en 2013 (Guingamp)